# Elecciones presidenciales de Uruguay de 1899
El 1 de marzo de 1899 se realizaron elecciones presidenciales en Uruguay para elegir al presidente de la república en el período comprendido entre el 1 de marzo de 1899 al 1 de marzo de 1903. Fueron las últimas elecciones presidenciales del siglo XIX.
Esta elección se realizó bajo las normas de la constitución de 1830, la cual establecía que el presidente de la república sería elegido mediante votación nominal por todos los miembros de la Asamblea General en una sesión permanente realizada el 1 de marzo, requiriéndose una pluralidad absoluta para ser investido en el cargo.

## Sistema Electoral
El sufragio solo lo ejercían los miembros de la asamblea general. El voto no era secreto, ya que los Diputados y Senadores tenían que firmar su balota.

## Resultados
| Candidato             | Partido          | Votos | %      |
| --------------------- | ---------------- | ----- | ------ |
| Juan Lindolfo Cuestas | Partido Colorado | 75    | 98.68  |
| José Batlle y Ordóñez | Partido Colorado | 1     | 1.32   |
| Total                 | Total            | 76    | 100.00 |
| Fuente:               |                  |       |        |

## Consecuencias
Tras ser electo Presidente, Juan Lindolfo Cuestas renunció a su cargo de Diputado.